# 니콜라이 불가닌
니콜라이 알렉산드로비치 불가닌(러시아어: Никола́й Алекса́ндрович Булга́нин, 1895년 3월 30일 – 1975년 2월 24일) 은 국방장관과 총리를 역임한 소련의 정치인이다. 그는 군 경력은 없었으나 독소전쟁 기간 중 소련 정부의 행정을 책임져서 소련의 승리에 기여했고, 소비에트 연방 원수의 계급을 받았다.

## 어린 시절
볼가강에 놓인 교역과 산업의 중심지로 이후에 고르키 (1932년-1990년)으로 불린 니즈니노브고로드에서 태어났다.  그의 부친 알렉산드르는 회계사로 일했으나 불가닌의 젊은 시절에 관해서는 거의 알려진 바가 없으며 아마 그가 꽤 부유한 가족으로부터 왔고 가장 좋은 사교육을 받았기 때문일 것이다.  1917년 혁명의 한가운데 그는 볼셰비키 (공산당)에 가입하였다.  몇달간 그는 지방의 섬유 공장들에서 당의 결성자로 일하였고 1918년 초순에 내전이 일어났을 때 그는 새롭게 형성된 비밀경찰의 선구자 체카에서 다른 공산주의 열성자들에 가입하였다.
고르키, 투르키스탄과 모스크바에서 체카의 일원으로서 불가닌은 라자리 카가노비치, 뱌체슬라프 몰로토프, 게오르기 말렌코프, 니콜라이 예조프와 아나스타스 미코얀을 포함한 다수의 훗날의 당수들과 함께 긴밀한 관계를 맺게 되었다.  이 관계들은 의심할 여지 없이 더욱 나가서 그의 경력에 도움을 주었지만 그 자신의 지능과 행정능력도 도움이 되았다.  1922년 불가닌은 소련의 경제를 기획하고 지휘하는 일을 맡은 중요한 국가 경제 회의의 일원이 되었다.  그는 곧 1927년 모스크바의 전기 부품 공장 "엘렉트로자보드"의 통제를 포함한 다른 중요한 직위들이 주어졌다.  여기서 불가닌은 이오시프 스탈린의 산업화 추진력이 있던 동안 자신을 구별하여 3년 이내에 자신의 할당한 국민경제 5개년 계획을 완성하면서 전국적인 주목을 받았다.

## 스탈린의 숙청을 살아남으며
1931년 실용적인 관리자로서 불가닌의 성공과 그의 개인적 우정은 국가 수도의 시장인 모스크바 소비에트의 의장이 되는 것으로 이끌었다.  여기서 그는 당시 가장 중요한 모스크바 당위원회의 서기였던 라자리 카가노비치와 함께 다시 가깝게 일하였다.  니키타 흐루쇼프에 의하여 모스크바 당 조직에서 카가노비치가 따라진 해였던 1934년 불가닌은 중앙위원회의 후보 회원으로 선출되었다.
잠시 후, 불가닌과 흐루쇼프가 도시의 유명한 지하철 시스템의 건설을 포함한 모스크바의 급속한 성장의 일에 열정적으로 뛰어들면서 스탈린의 대량 숙청이 시작되었고  1936년 불가닌의 옛 동료 에조프는 두려운 경찰의 우두머리가 되었다.  임명권은 이 세월에 항상 보호가 이니었으나 불가닌의 경우에 그것은 "옛 볼셰비키들"이 수만명에 의하여 체포되거나 살해되면서 그의 입지를 확고히 하는 데 도움을 주었다.  발전이 빠르게 이루어졌다.  1937년 7월 숙청의 최고점에서 그는 국가의 16개 구성 단위들의 가장 크고 가장 중요한 러시아 소비에트 연방 사회주의 공화국의 인민위원평의회 의장이 되었다.  1년 후 그는 소련의 부총리이자 동시에 국립은행장으로 임명되었다.
1941년 독일군의 침공과 함께 불가닌의 경험과 능력은 중요한 직위들의 다수를 가정하는 것으로 이끌었으며 처음에 서부전선군을 위한 주요 당사자 관리자, 그리고 이후에 1944년 가장 중요한 국방위원회의 일원으로서였다.  전쟁 직후, 게오르기 주코프 원수 같은 다른 현저한 인물들이 권력의 지위들로부터 제거되었던 동안 불가닌은 국방 부장관으로 임명되고 자신이 원수가 되었다.  그는 1953년 스탈린이 사망했을 때 자신이 보유한 직위인 소련의 부총리로 승진되었다.

## 흐루쇼프와 팀을 이루다

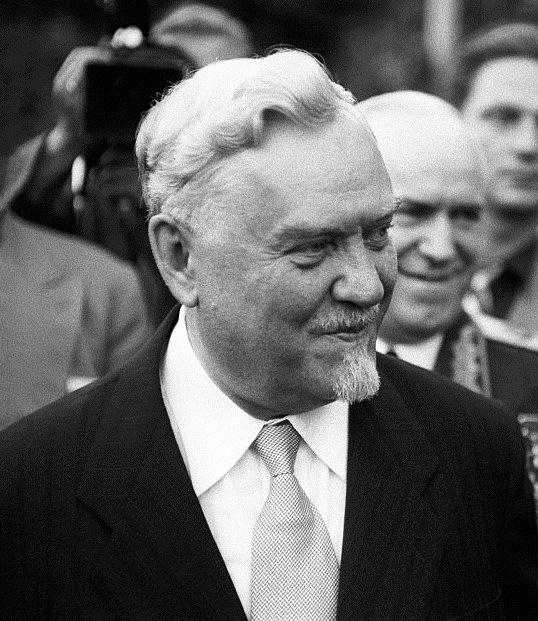
1955년의 불가닌

불가닌은 스탈린의 사망에 이어 몇주 동안 흐루쇼프가 제1서기장이 되는 도움을 주는 것에 분명히 주요한 역할을 하여 에조프의 후임자로 그들의 상호 라이벌 라브렌티 베리야의 제거 및 실행을 보장하는 데 군사에서 그의 영향력을 이용하였다.  흐루쇼프가 다른 옛 친구 말렌코프와 함께 권력을 위하여 다투었던 동안 부총리로서 불가닌은 또한 다소 옆으로 설 수 있었고 1955년 2월에 불가닌 자신은 소련의 각료평의회 의장으로서 말렌코프를 대체하였다.  이제 잘 맞춰진 옷을 입고 서방의 대사관 칵테일 서킷을 편하게 처리할 수 있었던 불가닌은 곧 서방에서 재치있고 총명한 사람으로서 널리 알려지게 되었다.  1955년 후순에 그는 또한 흐루쇼프와 함께 소련의 평화공존의 선두주자이자 서방과 더욱 나은 관계들이 되었다.
불가닌과 흐루쇼프는 버마, 인도, 유고슬라비아, 영국과 핀란드로 방문들을 포함하여 서유럽과 아시아의 다수의 여행들을 이루는 데 이 달들에 팀을 이루었다.  1955년 7월 그는 자신이 드와이트 D. 아이젠하워를 만나 전쟁의 종말을 축배했던 제네바에서 열린 4개의 강대국 회담으로 소련의 사절단을 지도하였다.  국가 원수로서 불가닌은 또한 1956년과 1957년을 통하여 소련의 주요 평화 공세에서 주요한 역할을 취하여 아이젠하워와 자주 연락을 하였고 1956년 미국 대통령 선거의 전날 축하 편지에 핵실험을 끝내는 것을 촉구하였다.  블가닌이 그런 조치가 필요했던 것을 생각했을 때 폴란드인, 헝가리인들과 그의 조국인들도 그의 강인함을 알고 스탈린의 유행을 단속하는 데 직접적으로 그의 의지를 이해했어도 서방인들은 정통적으로 그를 이성적이고 세상적으로 세련된 사람으로 인식하였다.

## 잘못된 쪽을 선택하다

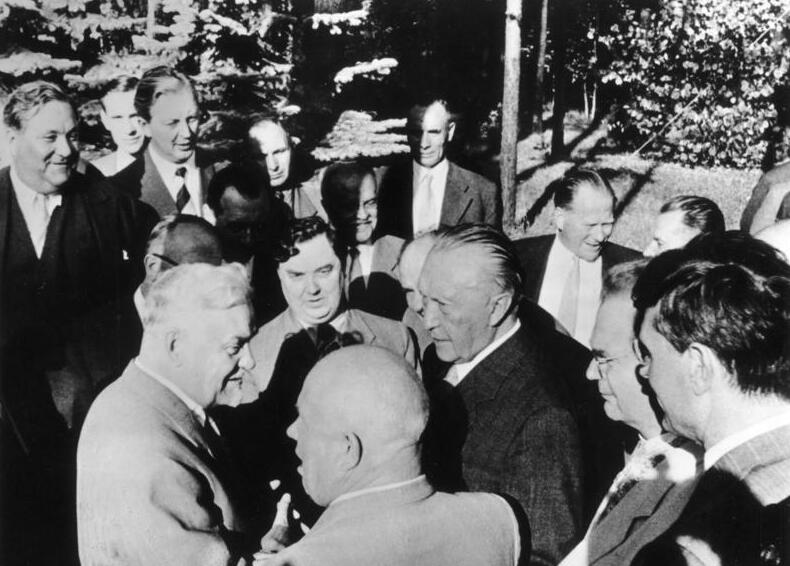
모스크바에 도착한 콘라트 아데나워 서독 총리를 영접하는 불가닌

1957년 6월은 불가닌의 경력에서 중요한 분기점을 마련하였다.  흐루쇼프의 스탈린 격하 운동 캠페인과 다수의 급속한 국내 개혁을 소개하면서 급속한 산업 성장을 촉진하는 그의 노력은 정치국에서 확고한 야당 블록의 형성으로 이끌었다.  야당은 카가노비치, 몰로토프와 말렌코프에 의하여 지도되었고 곧 흐루쇼프의 축출의 호의에 7 대 4의 과반수를 확보하였다.  불가닌은 자신이 흐루쇼프의 정책들을 계속 지지하였어도 분명히 다수의 편에 서야 한다고 느꼈다.
하지만 흐루쇼프는 저치국의 결정을 받아들이는 데 거부하였다.  보고들에 의하면 그것은 7 대 5의 투표가 흐루쇼프에게 아무 선택을 남기지 않았다는 것을 주장한 불가닌이었으며 "정치는 산수가 아니다"라는 유명한 보복을 작성하였다.  흐루쇼프가 대담하게 중앙위원회를 소집하고 자신의 권력을 확신시켰을 때 불가닌의 날들이 정채져 있었다.  1958년 3월 그는 의장으로서 축출되었고 강등되어 은행장으로 임명되었다.  자신의 "확실하지 않은" 행동에 비참한 공개적, 개인적 사죄에도 불구하고 더욱 나가서 굴욕이 빨리 뒤따랐다.  1958년 8월에 그는 자신의 권한이 제한되었고 자신이 끊임없이 조롱을 당했던 캅카스 북부에 있는 스타브로폴에서 사소한 경제직으로 옮겨졌다.  1960년 2월 퇴직하기를 허용되는 데 그의 후속 탄원이 승인되었으며 아마도 그의 전 친구 흐루쇼프의 호의로서였을 것이다.  증가적으로 병이 든 건강에 그는 모스크바 외부에 있는 작은 시골 저택에서 연금 수령자로서 자신의 일생의 나머지를 살았으며 1964년 단 한번 공식 당 모임에 다시 나왔다.
불가닌이 다수의 중요한 당의 직위들을 보유하고 모든 주요 수상과 영예를 받았어도 소비에트 대백과사전은 블라디미르 레닌과 크게 동의하지 않고 지도적인 반공 작가가 된 S. N. 불가코프에게 할당된 공간의 절반 미만에 그를 할당하였고 모호한 18세기 프랑스의 역사가 앙드레 불랭비예보다 2줄 이상 만이었다.  한번 수천만명의 소련의 어린이들은 자신들의 어린 삶의 매일 불가닌의 그림을 보았다.  수백만명 이상의 노인들은 그의 연설에 세심한 주의를 기울였다.  그리고 1956년 미국 대통령 선거 운동이 있었던 동안 아이젠하워 대통령과 불가닌의 연락은 모든 미국의 주요 신문에서 앞 페이지의 뉴스였다.  그럼에도 불구하고 1975년 2월 24일 불가닌이 사망했을 때 소련의 신문들 프라우다 혹은 이즈베스티야에는 공식적인 부고조차 없었다.

## 같이 보기
- 이오시프 스탈린
- 독소전쟁
- 게오르기 말렌코프
- 니키타 흐루쇼프

| 전임 이오시프 스탈린 | 제2대 소련의 군무성 장관 1947년 3월 3일 ~ 1949년 3월 24일 | 후임 알렉산드르 바실렙스키 |

| (전쟁성 장관) 알렉산드르 바실렙스키 | 제1대 소련의 국방성 장관 1953년 3월 15일 ~ 1955년 2월 9일 | 후임 게오르기 주코프 |

| 전임 게오르기 말렌코프 | 제3대 각료평의회 의장 1955년–1958년 | 후임 니키타 흐루쇼프 |